# Elie Bacari
Elie Bacari (Abidjan, 14 ottobre 2003) è un ostacolista belga.

## Biografia
Tesserato per il Daring Club Leuven Atletiek, nel 2024 ha partecipato ai campionati mondiali indoor di Glasgow, raggiungendo la semifinale dei 60 metri ostacoli, ma senza riuscire ad approdare in finale.

## Progressione

### 60 metri ostacoli
| Stagione | Tempo   | Luogo                      | Data      | Rank. Mond. |
| -------- | ------- | -------------------------- | --------- | ----------- |
| 2024     | 7"58(i) | Glasgow                    | 2-3-2024  |             |
| 2023     | 7"84(i) | Ottignies-Louvain-la-Neuve | 12-2-2023 |             |

### 110 metri ostacoli
| Stagione | Tempo | Luogo  | Data     | Rank. Mond. |
| -------- | ----- | ------ | -------- | ----------- |
| 2024     | 13"44 | Roma   | 8-6-2024 |             |
| 2023     | 13"71 | Troyes | 1-7-2023 |             |

## Palmarès
| Anno | Manifestazione    | Sede      | Evento        | Risultato   | Prestazione | Note                          |
| ---- | ----------------- | --------- | ------------- | ----------- | ----------- | ----------------------------- |
| 2022 | Mondiali under 20 | Cali      | Decathlon U20 | dnf         | dnf         |                               |
| 2023 | Europei under 23  | Espoo     | 110 m hs      | Semifinale  | 13"94       |                               |
| 2024 | Mondiali indoor   | Glasgow   | 60 m hs       | Semifinale  | 7"58        | Miglior prestazione personale |
| 2024 | Europei           | Roma      | 110 m hs      | Finale      | dq          |                               |
| 2024 | Giochi olimpici   | Parigi    | 110 m hs      | Ripescaggio | 14"13       |                               |
| 2025 | Europei indoor    | Apeldoorn | 60 m hs       | Semifinale  | 7"75        |                               |
| 2025 | Europei U23       | Bergen    | 110 m hs      | Bronzo      | 13"56       |                               |

## Campionati nazionali
2020
- 5º ai campionati belgi under 18 di prove multiple indoor, eptathlon U18 pista corta - 4596 p.
- Oro ai campionati belgi under 18 indoor, 60 m ostacoli (91,4 cm) - 8"16
- Bronzo ai campionati belgi under 18 di prove multiple, decathlon U18 - 6575 p.

2021
- Argento ai campionati belgi under 20 di prove multiple, decathlon U20 - 6850 p.

2022
- 20º ai campionati belgi under 20 di prove multiple, Decathlon U20 - 6585 p.

2023
- Bronzo ai campionati belgi assoluti di prove multiple indoor, eptathlon pista corta - 5404 p.
- 7º ai campionati belgi assoluti di prove multiple, decathlon - dnf

2024
- Argento ai campionati belgi assoluti indoor, 60 m ostacoli - 7"72